# Louise Armaindo
Louise Armaindo, née Marie-Louise ou Louisa Brisebois ou Brisbois (1857-1900), est une athlète canadienne, trapéziste, marcheuse d'endurance et cycliste sur Grand-bi,. Au cours des dernières décennies du XIXe siècle, elle est connue comme « championne cycliste du monde »,,, voire « la mère du cyclisme féminin ».

## Biographie
Louise Armaindo est née en 1857 à Sainte-Anne-de-Bellevue, près de Montréal, au Canada,. Son nom de naissance semble être Louise ou Louisa Brisebois. Il est possible que sa mère ait été femme forte et trapéziste dans un cirque.
Armaindo s'entraîne avec l'athlète canadien Tom Eck, qui est son entraineur et agent. Les deux athlètes se sont rencontrés à Chicago à la fin des années 1870, alors qu'Armaindo se produit en tant qu'artiste de cirque (trapéziste, notamment) et commence à s'intéresser à la marche d'endurance en compétition. Avec Eck comme directeur, Armaindo devient une marcheuse de compétition professionnelle et se produit lors de manifestations dans de petites villes américaines. Elle épouse plus tard Eck.
À cette époque, de nombreux marcheurs expérimentent la course sur Grand-bi, dont Armaindo,. Elle devient cycliste de compétition, d'abord exclusivement contre des hommes, puis contre des femmes alors qu'elles sont plus nombreuses à pratiquer ce sport, telles Frankie Nelson, Lottie Stanley, Jessie Oakes, May Allen ou Helen Baldwin.
En 1882, Armaindo concourt avec le cycliste américain John Prince sur plus de 50 milles. On lui donne une longueur d'avance de 5 milles, mais les deux sont finalement très proches dans la course, prenant la tête à tour de rôle. Prince gagne d'environ une minute. Armaindo a plus de succès contre la cycliste Elsa von Blumen (en) la même année. Elle remporte la course de championnat à Ridgeway Park, Philadelphie, devenant championne féminine de cyclisme,. À la suite de ces compétitions, elle est nommée championne du monde de cyclisme par les médias.
Armaindo est également connue pour avoir participé à des courses cyclistes en salle de plusieurs jours, pendant lesquelles les cyclistes roulent plusieurs heures chaque jour, le vainqueur étant déterminé par celui qui parcourt le plus de milles sur l'ensemble de la course. En 1883, elle établit un record de 843 milles pour une course de 6 jours à Chicago, battant deux compétiteurs masculins, William M. Woodside et William J. Morgan. Ce record ne sera battu que trois ans plus tard.
Armaindo pratique également occasionnellement les courses en tandem. En 1886, le Cyclist annonce qu'elle remporte le record de 24 heures en tandem avec William J. Morgan. La distance parcourue est de 250 milles. La même année, elle et Morgan ont aussi établi le record de temps américain pour le 100 milles, couvrant la distance en 7 heures 57 minutes.
La cycliste arrête sa carrière en 1893, et devient serveuse dans un restaurant de Minneapolis. Elle s'établit ensuite à Buffalo.
En 1896, lorsqu'elle tente de s'enfuir de l'incendie de l'hôtel dans lequel elle réside, elle fait une mauvaise chute, causant une fracture de la hanche et une hémorragie interne. Elle devient par la suite cripple (« infirme »), et perd son recours en justice contre le propriétaire de l'hôtel. L'incident met définitivement un terme à toute possibilité de monter de nouveau à vélo.
Armaindo meurt en 1900.

## Reconnaissance
À la fin des années 1930, elle est pratiquement oubliée des historiens du sport. Selon l'historienne Ann Hall, Louise Armaindo pourrait être la première athlète professionnelle canadienne.